# Communauté de communes de la région de Bourbonne-les-Bains
Pour les articles homonymes, voir Bourbonne (homonymie).
La communauté de communes de la région de Bourbonne-les-Bains est une ancienne communauté de communes française, située dans le département de la Haute-Marne et la région Grand Est.

## Historique
La communauté de communes de la région de Bourbonne-les-Bains a été créée le 1er janvier 2002.
Par arrêté préfectoral du 6 décembre 2016, elle fusionne au 1er janvier 2017 avec les communautés de « Vannier Amance » (34 communes) et du « pays de Chalindrey » (13 communes) pour former la nouvelle communauté de communes du Pays de Chalindrey, de Vannier Amance et de la région de Bourbonne-les-Bains.

## Composition
Composée de huit communes à l'origine, elle en regroupait seize au 1er janvier 2015 :
| Nom                         | Code Insee | Gentilé       | Superficie (km2) | Population (dernière pop. légale) | Densité (hab./km2) |
| --------------------------- | ---------- | ------------- | ---------------- | --------------------------------- | ------------------ |
| Bourbonne-les-Bains (siège) | 52060      | Bourbonnais   | 64,93            | 2 106 (2014)                      | 32                 |
| Aigremont                   | 52002      | Aigremontois  | 4,87             | 19 (2014)                         | 3,9                |
| Coiffy-le-Haut              | 52136      | Cofféens      | 9,65             | 121 (2014)                        | 13                 |
| Damrémont                   | 52164      | Damrémontais  | 4,84             | 229 (2014)                        | 47                 |
| Enfonvelle                  | 52185      | Enfonvellots  | 12,40            | 74 (2014)                         | 6                  |
| Fresnes-sur-Apance          | 52208      | Fresnois      | 16,47            | 166 (2014)                        | 10                 |
| Laneuvelle                  | 52264      |               | 11,03            | 69 (2014)                         | 6,3                |
| Larivière-Arnoncourt        | 52273      | Rivièrois     | 20,32            | 117 (2014)                        | 5,8                |
| Le Châtelet-sur-Meuse       | 52400      |               | 21,31            | 163 (2014)                        | 7,6                |
| Melay                       | 52318      |               | 13,95            | 268 (2014)                        | 19                 |
| Montcharvot                 | 52328      | Charvotais    | 3,52             | 37 (2014)                         | 11                 |
| Neuvelle-lès-Voisey         | 52350      | Neuvillois    | 5,65             | 79 (2014)                         | 14                 |
| Parnoy-en-Bassigny          | 52377      |               | 40,75            | 305 (2014)                        | 7,5                |
| Serqueux                    | 52470      | Sarcophagiens | 25,63            | 435 (2014)                        | 17                 |
| Vicq                        | 52520      | Vicquois      | 13,72            | 158 (2014)                        | 12                 |
| Voisey                      | 52544      | Voiseyens     | 31,60            | 299 (2014)                        | 9,5                |

## Administration

### Liste des présidents
| Période | Période       | Identité            | Étiquette | Qualité                     |
| ------- | ------------- | ------------------- | --------- | --------------------------- |
| ?       | ?             | Didier Millard      |           | Maire de Montcharvot        |
| ?       | décembre 2016 | Jean-Marie Thiébaut |           | Maire de Fresnes-sur-Apance |

### Siège
Impasse du Château, 52400 Bourbonne-les-Bains.

## Compétences
Nombre total de compétences exercées : 18.